# Danger Close Games
Danger Close Games (znane poprzednio jako EA Los Angeles) – producent gier komputerowych mający siedzibę w Los Angeles w USA.

## Historia
Firma została założona w 1995 roku jako DreamWorks Interactive LLC, filia DreamWorks SKG. Została ona przejęta przez Electronic Arts oraz Microsoft w 2000 roku, a w 2003 roku połączona z Westwood Studios oraz EA Pacific tworząc EA Los Angeles. Na podstawie EA Los Angeles w 2010 roku powstało Danger Close Games, którego pierwszym zadaniem była produkcja gry Medal of Honor.

## Gry wyprodukowane przez studio
| Tytuł                              | Data wydania | Platforma      |
| ---------------------------------- | ------------ | -------------- |
| Someone's in the Kitchen!          | 1996         | Windows        |
| Goosebumps: Escape from Horrorland | 1996         | Windows        |
| The Neverhood                      | 1996         | Windows        |
| Skullmonkeys                       | 1997         | PlayStation    |
| Jurassic Park: Chaos Island        | 1997         | Windows        |
| Goosebumps: Attack of the Mutant   | 1997         | Windows        |
| Dilbert's Desktop Games            | 1997         | Windows        |
| The Lost World: Jurassic Park      | 1997         | PlayStation    |
| Small Soldiers                     | 1998         | PlayStation    |
| Small Soldiers: Squad Commander    | 1998         | Windows        |
| Boombots                           | 1999         | PlayStation    |
| T'ai Fu: Wrath of the Tiger        | 1999         | PlayStation    |
| Antz                               | 1999         | Game Boy Color |
| Jurassic Park: Trespasser          | 1998         | Windows        |
| Warpath: Jurassic Park             | 1999         | PlayStation    |
| Medal of Honor                     | 1999         | PlayStation    |
| Medal of Honor: Underground        | 2000         | PlayStation    |
| Clive Barker's Undying             | 2001         | Windows        |

| Tytuł                                                             | Data wydania | Platforma                        |
| ----------------------------------------------------------------- | ------------ | -------------------------------- |
| Medal of Honor: Frontline                                         | 2002         | Xbox, PlayStation 2, GameCube    |
| Medal of Honor: Allied Assault Spearhead (dodatek)                | 2002         | Windows                          |
| Medal of Honor: Rising Sun                                        | 2003         | Xbox, PlayStation 2, GameCube    |
| Command & Conquer: Generals – Zero Hour (dodatek)                 | 2003         | Windows                          |
| GoldenEye: Rogue Agent                                            | 2004         | Xbox, PlayStation 2, GameCube    |
| Medal of Honor: Pacific Assault                                   | 2004         | Windows                          |
| Medal of Honor: European Assault                                  | 2005         | Xbox, PlayStation 2, GameCube    |
| Władca Pierścieni: Bitwa o Śródziemie                             | 2004         | Windows                          |
| Władca Pierścieni: Bitwa o Śródziemie II                          | 2006         | Windows, Xbox 360                |
| Władca Pierścieni: Bitwa o Śródziemie II - Król Nazguli (dodatek) | 2006         | Windows                          |
| Command & Conquer 3: Wojny o tyberium                             | 2007         | Windows, Mac OS X, Xbox 360      |
| Medal of Honor: Airborne                                          | 2007         | PlayStation 3, Xbox 360, Windows |
| Command & Conquer 3: Gniew Kane’a (dodatek)                       | 2008         | Windows, Xbox 360                |
| Boom Blox                                                         | 2008         | Wii                              |
| Command & Conquer: Red Alert 3                                    | 2008         | PlayStation 3, Xbox 360, Windows |
| Command & Conquer: Red Alert 3 – Powstanie (dodatek)              | 2009         | Windows                          |
| Boom Blox Bash Party                                              | 2009         | Wii                              |
| Command & Conquer 4: Tiberian Twilight                            | 2010         | Windows                          |

| Tytuł                             | Data wydania | Platforma                               |
| --------------------------------- | ------------ | --------------------------------------- |
| Medal of Honor (gra jednoosobowa) | 2010         | PlayStation 3, Xbox 360, Windows        |
| Medal of Honor: Warfighter        | 2012         | PlayStation 3, Xbox 360, Wii U, Windows |